# I dischi non si suonano
I dischi non si suonano è un singolo del cantautore italiano Francesco Gabbani, pubblicato il 9 giugno 2014 come unico estratto dal primo album in studio Greitist Iz.

## Video musicale
Il videoclip è stato pubblicato il 28 maggio 2014 sul canale YouTube della DIY Italia e ha visto la partecipazione di Joe T Vannelli.